# Válasz Online
A Válasz Online a 2018 nyarán megszűnt Heti Válasz konzervatív, polgári hetilap újságírói által 2018 decemberében elindított internetes médium. A long-form journalism megközelítésnek megfelelően napi egy-két átfogó, elemző cikket, interjút közöl magyar, illetve nemzetközi témák esetében angol nyelven is. Kiadója a szerkesztőségi tulajdonban álló Válasz Online Kiadó Kft. Közösségi finanszírozásban, önkéntes előfizetői modellben működik.

## Története
A 2001-ben az első Orbán-kormány kezdeményezésére alapított Heti Válasz tulajdonosai között 2009-ben jelent meg az Infocenter.hu Média Befektetési Zrt., 2013-ban pedig a MAHIR Magyar Hirdető Zrt-n keresztül Simicska Lajos, emiatt 2015-től, a G-nap után politikai harcok kereszttüzébe került. A 2018-as országgyűlési választás után Simicska kivonult a médiából, a Heti Választ pedig Nyerges Zsolt tulajdonos megszüntette.
A szerkesztőség több tagja 2018. december 9-én elindította a Heti Válasz szellemiségét továbbvivő Válasz Online-t, melynek előkészítése már 2018 nyarán megkezdődött. A szerkesztőség megpróbálta megvásárolni a Heti Válasz archívumát és kiadói jogát, de azt végül Mészáros Lőrinc környezetébe tartozó szereplők szerezték meg.
A nyomtatott formátum megszűnését követően a szerkesztőség a Válasz Online internetes felületén folytatja tevékenységét.

## Szerkesztőség
A szerkesztőség tagjai:
- Ablonczy Bálint
- Bódis András
- Borbás Barna
- Élő Anita
- Stumpf András
- Vörös Szabolcs[2]
- Magyari Péter